# هارتموت هايدمان
هارتموت هايدمان (بالألمانية: Hartmut Heidemann)‏ (5 يونيو 1941 في ألمانيا - 31 يوليو 2022) هو لاعب كرة قدم ألماني في مركز الدفاع. شارك مع منتخب ألمانيا لكرة القدم. أما مع النوادي، فقد لعب مع نادي دويسبورغ.

## وصلات خارجية
- هارتموت هايدمان على موقع قاعدة بيانات كرة القدم.إي يو (الإنجليزية)
- هارتموت هايدمان على موقع بيانات كرة القدم. دي إي (الألمانية)
- هارتموت هايدمان على موقع ناشيونال فوتبول تيمز (الإنجليزية)
- هارتموت هايدمان على موقع عالم كرة القدم.نت (الإنجليزية)